# Azadirachta indica
Azadirachta indica A. Juss., conhecida pelos nomes comuns de amargosa e nim (do hindi: नीम, nīm, também grafado como neem, segundo a transliteração inglesa), é uma árvore da família Meliaceae, com distribuição natural no sul da Ásia e utilizada na produção de madeira e para fins medicinais.

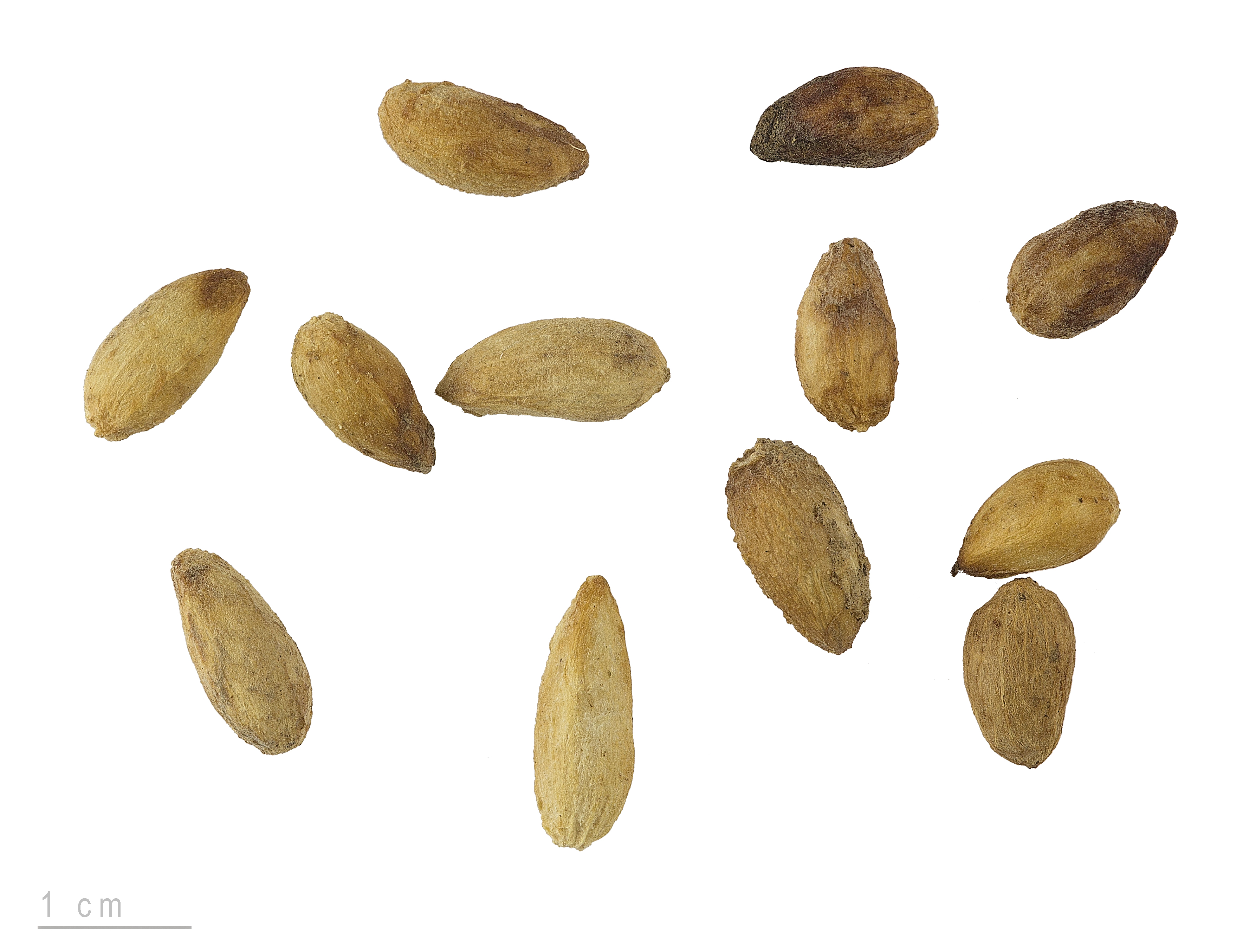
Azadirachta indica - MHNT

## Descrição
É uma das três espécies do gênero Azadirachta, juntamente com Azadirachta siamensis Val. e Azadirachta excelsa (Jack) Jacobs (também chamada Azadirachta integrifoliola Merr. ), nativa da Índia e da Birmânia.
Pertence à família do mogno e do cedro. São árvores de grande porte, podendo atingir até 30m de altura e 2,5m de diâmetro. Nativa de todo o subcontinente indiano, é resistente a seca. Além de fornecer madeira, é muito conhecida por suas propriedades medicinais e terapêuticas encontradas nas sementes, nas folhas e na casca.

## Importância socioeconômica
Suas folhas, frutos, sementes, casca e madeira têm diversas aplicações, tanto como fonte de materiais usados pela medicina, veterinária, cosmética, como na produção de adubos e no controlo de pragas. Nesse último quesito, tem chamado a atenção por ser excelente no controle biológico de diversas pragas e doenças que atacam plantas e animais no campo.
A pasta resultante da prensagem das sementes de nim vêm se mostrando um adubo orgânico promissor, desde que misturado a outras fontes mais solúveis de nitrogênio. Essa ressalva é válida porque, sendo antimicrobial, a torta de nim reduz a população de bactérias nitrificadoras (que captam o nitrogênio do ar e o disponibilizam para a planta): apenas cerca de 56% do nitrogênio livre é processado pelos microorganismos do solo, após a colocação da pasta de nim. Por retardar o processo que disponibiliza o nitrogênio no solo, o uso da pasta de nim está sendo recomendado em mistura com fontes de nitrogênio altamente solúveis, como os fertilizantes sintéticos utilizados na agricultura convencional, diminuindo as perdas de nitrogênio pelo ar ou pelo escorrimento juntamente com as águas, no interior ou na superfície dos solos. Entretanto, o uso desse material na agricultura orgânica, que se vale de adubos orgânicos pouco solúveis, não é recomendado, visto que o mesmo retarda o processo de disponibilização de nitrogênio que já ocorre de forma equilibrada e numa velocidade menor que em sistemas convencionais.
O uso de seu óleo para a produção de biodiesel tem sido objeto de pesquisas e desenvolvimento.

### Uso na medicina tradicional
Produtos feitos à base de nim têm sido usados na Índia há mais de dois mil anos, pelos adeptos de Siddha e Ayurvédica, para fins medicinais, notadamente como anti-helmíntico, antifúngico, antidiabético, antibacteriano, antiviral, contraceptivo e sedativo.
Nim é um dos principais componentes das medicinas Siddha, Ayurvédica e Unani, sendo particularmente usado no tratamento de doenças de pele. As folhas de nim são usadas para tratar eczema, psoríase e outras doenças. O óleo de nim é empregado para tratar os cabelos, para melhorar a função hepática, desintoxicar o sangue e equilibrar os níveis de açúcar no organismo.

#### Efeitos adversos
As pesquisas já realizadas são ainda insuficientes para avaliar os benefícios da planta. Em adultos, o uso do nim durante períodos curtos é seguro, mas o uso a longo prazo pode ser prejudicial aos rins ou ao fígado. Para crianças pequenas, o óleo de nim é tóxico e pode levar à morte. O nim também pode causar aborto, infertilidade e baixo nível de açúcar no sangue.

## Riscos ambientais
No Brasil, por ser uma espécie exótica com características que a tornam invasora, especialistas alertam para seu potencial de destruição da flora nativa da caatinga, com consequente prejuízo também sobre a fauna local. Estudos demonstraram capacidade tóxica em variados graus do pólen de nim sobre "abelha europeia", sendo ainda desconhecido o seu potencial tóxico sobre as espécies de abelha nativas. 

## Galeria

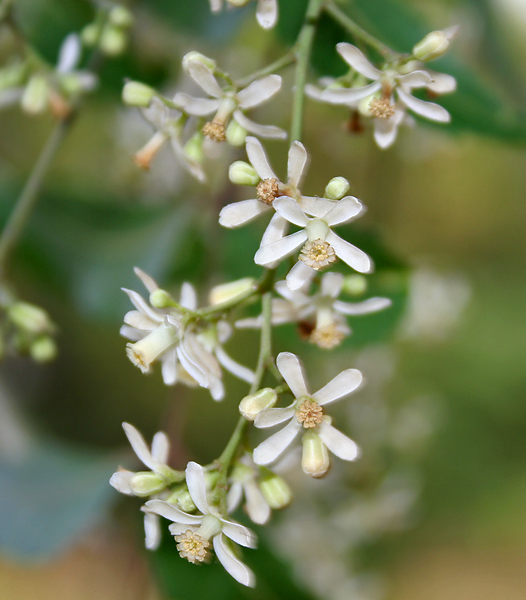
Flores de nim
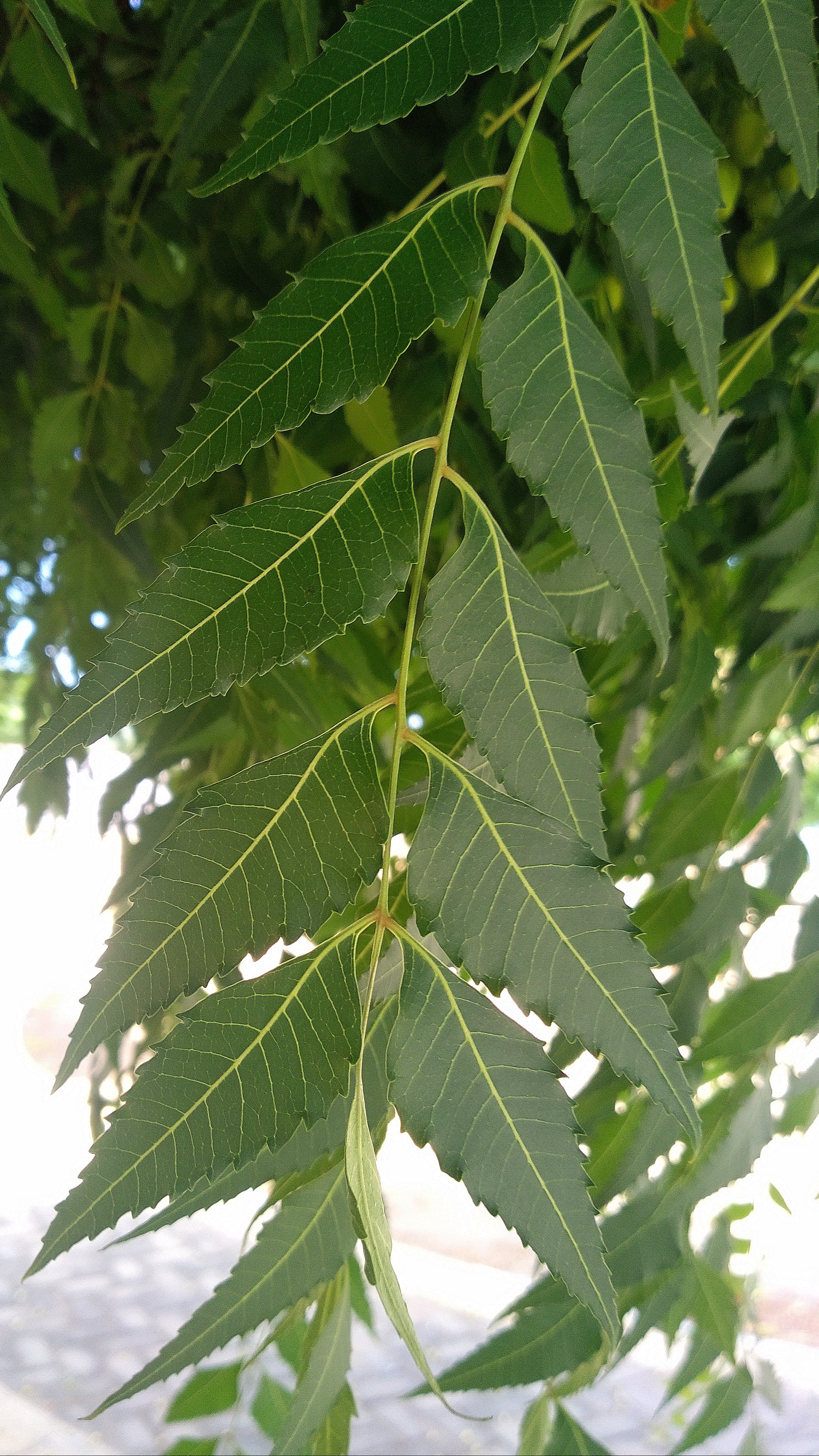
Folhas de nim em Alexandria, Brasil
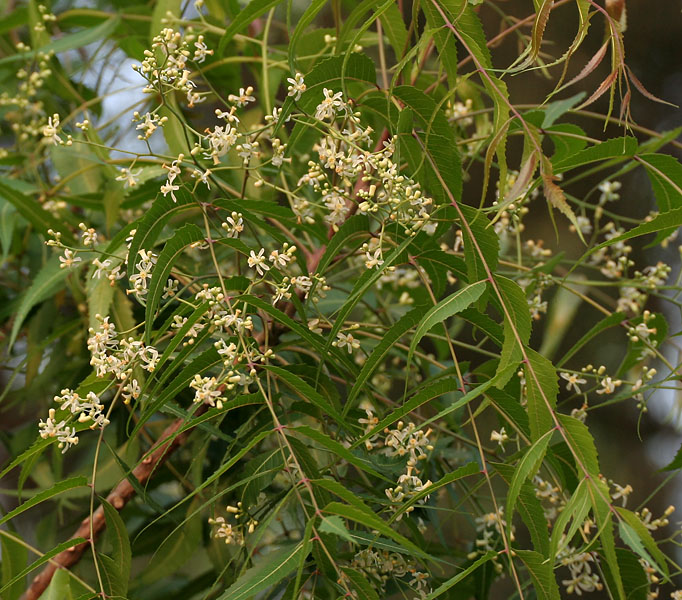
Flores e folhas de nim em Hyderabad, Índia
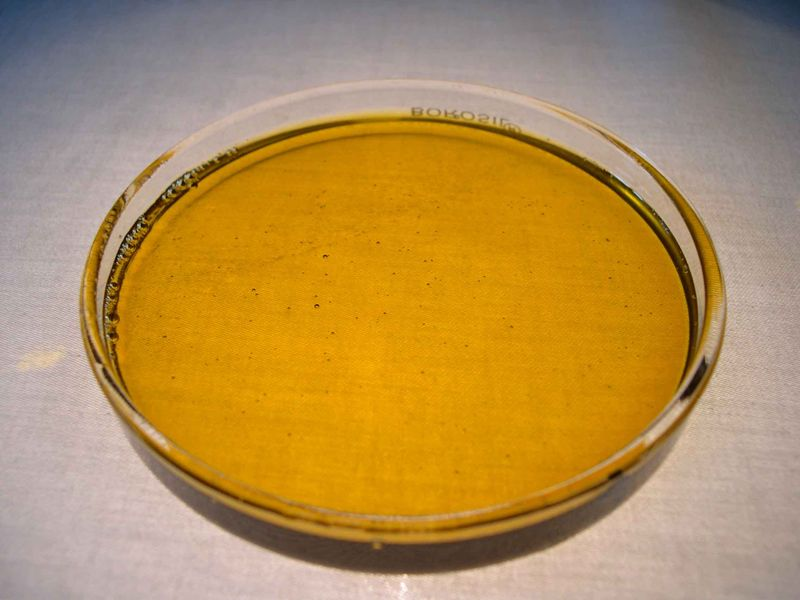
Óleo de nim